# Palaemnema domina
Palaemnema domina là loài chuồn chuồn trong họ Platystictidae. Loài này được Calvert mô tả khoa học đầu tiên năm 1903.